# Bound for Glory (2017)
Bound for Glory 2017 est un évènement de catch professionnel promu par la fédération Impact Wrestling. Cet évènement a eu lieu le 5 novembre 2017 à Aberdeen Pavilion dans l'Ottawa, Ontario.

## Contexte
Les spectacles de Impact Wrestling en paiement à la séance sont constitués de matchs aux résultats prédéterminés par les scénaristes de la Impact. Ces rencontres sont justifiées par des storylines - une rivalité avec un catcheur, la plupart du temps - ou par des qualifications survenues dans les émissions de la Impact telles que  Xplosion et Impact!. Tous les catcheurs possèdent une gimmick, c'est-à-dire qu'ils incarnent un personnage face (gentil), heel (méchant) ou tweener (neutre, apprécié du public), qui évolue au fil des rencontres. Un pay-per-view comme Bound for Glory est donc un évènement tournant pour les différentes storylines en cours.

## Résultats
| Numéro | Résultats | Stipulations                                                  | Durées | notes |
| ------ | --- | ------------------------------------------------------------- | ------ | ----- |
| 1      | Trevor Lee (c) bat Dezmond Xavier, Garza Jr., Matt Sydal, Petey Williams et Sonjay Dutt                                | Six Way match pour le championnat de la X-Division            | 12:25  |       |
| 2      | Taiji Ishimori bat Tyson Dux                                                                                           | Match simple                                                  | 04:50  |       |
| 3      | Abyss bat Grado | Monster's Ball match                                          | 10:40  |       |
| 4      | Team Impact (Ethan Carter III, Eddie Edwards et James Storm) battent Team AAA (El Hijo del Fantasma, Pagano et Texano) | Six man tag team match                                        | 15:30  |       |
| 5      | Ohio Versus Everything (Dave Crist & Jake Crist) (c) bat The Latin American Xchange (Ortiz & Santana) (avec Konnan)    | 5150 Street Fight pour les Impact World Tag Team Championship | 10:35  |       |
| 6      | Gail Kim bat Sienna (c) et Allie                                                                                       | Triple Threat match pour le Impact Knockout Championship      | 9:40   |       |
| 7      | Lashley et King Mo (avec American Top Team & Dan Lambert) battent Moose & Stephan Bonnar                               | Six Sides of steel tag team match                             | 10:40  |       |
| 8      | Eli Drake (c) (avec Chris Adonis) bat Johnny Impact                                                                    | Match simple pour le Impact World Championship                | 19:30  |       |